# Gabriele Schäfer Verlag
Der Gabriele Schäfer Verlag ist ein deutscher Buchverlag mit Sitz in Herne, Nordrhein-Westfalen. Er wurde 1997 von Tibor Schäfer gegründet und ist seitdem ein eigentümergeführtes Unternehmen.

## Verlagsprofil
Der Schwerpunkt des Verlags lag im ersten Jahrzehnt auf der Übersetzung und Vermittlung osteuropäischer Geschichte, insbesondere der Verbreitung von Darstellungen zur Geschichte des historischen großungarischen Raumes. In der jüngeren Zeit erfolgt zunehmend die Veröffentlichung von weiteren wissenschaftlichen Ausgaben, wie zum Nahost-Konflikt sowie zur Didaktik, aber auch von Belletristik und Memoiren.

## Verlagsreihen
- Geisteswissenschaften
  - Geschichte: Studien zur Geschichte Ost- und Ostmitteleuropas, Studien zur Geschichte Ungarns, Studia Turcica. Studien zur Geschichte des Mittelalters, Studien zur Geschichte des Ruhrgebiets
  - Separate wissenschaftliche Reihen: Beiträge zur Sprachwissenschaft, Studien zur Literaturwissenschaft, slawistische Beiträge, Studien zur Kirchengeschichte und Theologie, Politik, Soziologie und Philosophie
- Belletristik und Memoiren
- Menschenrechte: Reihe Neue Menschenrechte. Herausgegeben von Simon Kolbe und Jean-Pol Martin.

## Autoren (Auswahl)
- Iván Bächer
- Marek Bieńczyk
- Hans-Joachim Böttcher
- Tibor Déry
- Philomena Franz
- Gerhard Klußmeier
- Imre Koncsik
- Iván Mándy
- Jean-Pol Martin
- Janusz Rudnicki
- Arn Strohmeyer
- Winfried Ulrich
- Tadeusz Zubiński